# جولي كلوتير
جولي كلوتير هي مبارزة بالسيف كندية، ولدت في 24 أبريل 1986 في مونتريال في كندا.

## وصلات خارجية
- جولي كلوتير على موقع الاتحاد الدولي للمبارزة (الإنجليزية)
- جولي كلوتير على موقع أوليمبيديا (الإنجليزية)